# Fikšinci
Fikšinci (Hongaars: Kismáriahavas, Prekmurees: Fükšinci, Duits: Füchselsdorf of Fuchsdorf) is een plaats in Slovenië en maakt deel uit van de gemeente Rogašovci in de NUTS-3-regio Pomurska. De plaats telde 156 inwoners op 1 januari 2020.

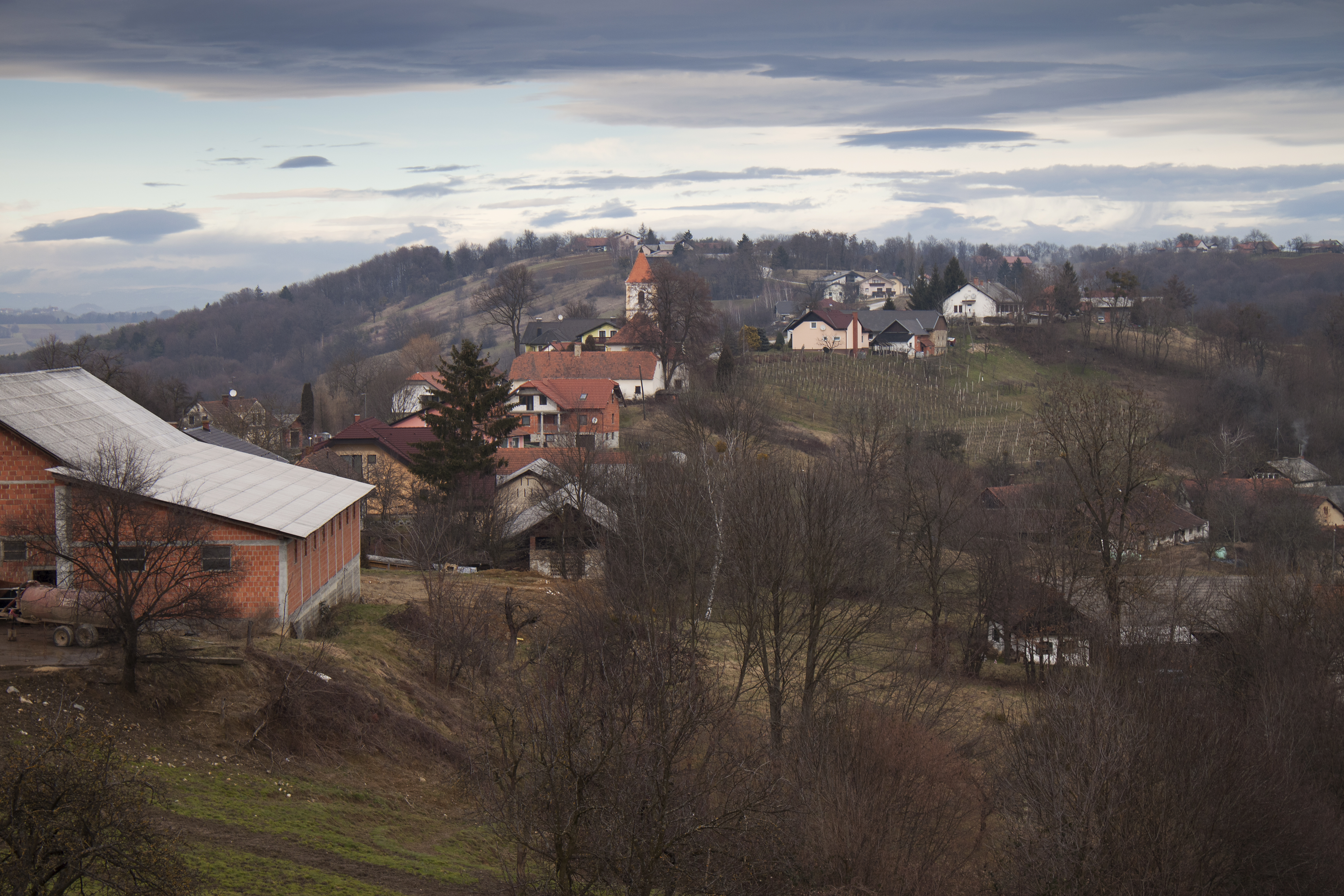